# Iron Man 2
Iron Man 2 – amerykański fantastycznonaukowy film akcji z 2010 roku na podstawie serii komiksów o superbohaterze o tym samym pseudonimie wydawnictwa Marvel Comics. Za reżyserię odpowiadał Jon Favreau na podstawie scenariusza Justina Therouksa. W tytułowej roli powrócił Robert Downey Jr., a obok niego w głównych rolach wystąpili: Gwyneth Paltrow, Don Cheadle, Scarlett Johansson, Sam Rockwell, Mickey Rourke i Samuel L. Jackson.
Sześć miesięcy po wydarzeniach w filmie Iron Man, główny bohater, Tony Stark, odmawia współpracy z rządem Stanów Zjednoczonych w sprawie przekazania technologii „Iron Man”. Równocześnie zmaga się z problemami zdrowotnymi, jakie powoduje reaktor łukowy w jego klatce piersiowej. W tym czasie rosyjski uczony, Ivan Vanko, zbudował podobny reaktor i zasilaną nim broń w celu realizacji zemsty przeciwko rodzinie Starków. Łączy on swoje siły z biznesowym rywalem Starka, Justinem Hammerem.
Iron Man 2 wchodzi w skład I Fazy Filmowego Uniwersum Marvela. Jest to trzeci film należący do tej franczyzy i tworzy on jej pierwszy rozdział zatytułowany Saga Nieskończoności. Jest kontynuacją filmu Iron Man z 2008 roku. Trzeci film, Iron Man 3, miał premierę w 2013 roku.
Światowa premiera filmu miała miejsce 26 kwietnia 2010 roku w Los Angeles. W Polsce zadebiutował on 30 kwietnia tego samego roku. Przy budżecie 200 milionów dolarów Iron Man 2 zarobił prawie 624 milionów dolarów. Film otrzymał również przeważnie pozytywne oceny od krytyków.

## Streszczenie fabuły
W rosyjskich mediach pojawia się informacja dotycząca ujawnienia przez Tony’ego Starka swojej tożsamości jako Iron Man. Ivan Vanko, którego ojciec Anton właśnie zmarł, zaczyna budowę miniaturowego reaktora łukowego, podobnego do tego, który stworzył Stark. Pół roku później Stark jest gwiazdą, korzysta ze zbroi Iron Mana w celach pokojowych i odmawia armii sprzedaży swoich projektów zbroi .
Rdzeń reaktora łukowego, który utrzymuje Starka przy życiu i zasila jego zbroję, stworzony jest z palladu i powoli zatruwa jego organizm. Tony bezskutecznie próbuje znaleźć jego zamiennik. Powołuje swoją osobistą asystentkę, Pepper Potts, na stanowisko prezesa Stark Industries, a na jej miejsce zatrudnia Natalie Rushman. Sam zaś wybiera się na zawody Monaco Historic Grand Prix, w których postanawia wziąć udział. W trakcie wyścigu zostaje zaatakowany przez Vanko uzbrojonego w zasilane przez reaktor bicze. Stark w zbroi Iron Mana pokonuje Vanko, który chciał udowodnić światu, że Iron Man nie jest niezwyciężony. Vanko zostaje aresztowany, jednak rywal Starka, Justin Hammer, szef Hammer Industries, pozoruje jego śmierć, pomaga mu uciec z więzienia i prosi go o pomoc w budowie pancerzy. W tym samym czasie odbywa się przyjęcie urodzinowe Starka, który jest przekonany, że jest jego ostatnim. Upija się i popisuje się przed gośćmi zbroją. Cała sytuacja nie podoba się Potts i jego przyjacielowi, pułkownikowi Jamesowi Rhodesowi. Rhodes zakłada jeden z prototypowych pancerzy i próbuje powstrzymać przyjaciela. Walka kończy się remisem, a Rhodes postanawia skonfiskować zbroję dla armii .
Nick Fury, dyrektor T.A.R.C.Z.Y. rozmawia ze Starkiem. Ujawnia, że Rushman jest tajną agentką organizacji, Natashą Romanoff, oraz że jego ojciec Howard Stark był jednym z jej założycieli i Fury znał go osobiście. Dalej wyjaśnia, że Anton Vanko wynalazł reaktor łukowy razem ze Starkiem, a kiedy próbował go sprzedać dla zysku, Howard Stark doprowadził do jego deportacji, a Sowieci wysłali go do gułagu. Fury przekazuje Starkowi stare materiały ojca, w których to odkrywa zakodowaną informację o stworzeniu nowego pierwiastka. Z pomocą swojego komputera J.A.R.V.I.S.-a, Stark syntetyzuje go i umieszcza nowy pierwiastek w swoim reaktorze łukowym, zastępując nim dotychczasowy pallad. Stark dowiaduje się, że Ivan Vanko nadal żyje .
Na Expo Hammer prezentuje opancerzone drony stworzone przez Vanko oraz zmodyfikowaną zbroję Starka, której używa Rhodes. Stark pojawia się w zbroi Iron Mana i próbuje ostrzec przyjaciela. W tym czasie Vanko przejmuje kontrolę zarówno nad dronami jak i Rhodesem w zbroi, następnie atakuje Iron Mana i uczestników Expo. Hammer zostaje aresztowany, a Romanoff i ochroniarz Starka, Happy Hogan, udają się do fabryki Hammera, aby powstrzymać Vanko. Ten jednak ucieka. Romanoff udaje się zwrócić Rhodesowi kontrolę nad jego zbroją. Stark i Rhodes pokonują Vanko i jego drony. Vanko ginie podczas detonacji swojej zbroi .
Kiedy Nick Fury spotyka się ze Starkiem i informuje go, że T.A.R.C.Z.A. ze względu na jego trudną osobowość, będzie współpracowała z nim tylko w charakterze konsultanta, w wiadomościach pojawia się materiał z szalejącym Hulkiem. Stark i Rhodes otrzymują medale za bohaterstwo .
W scenie po napisach agent Phil Coulson informuje T.A.R.C.Z.Ę. o odkryciu młota na dnie krateru na pustyni w Nowym Meksyku .

## Obsada
- Robert Downey Jr. jako Tony Stark / Iron Man, geniusz, biznesmen, filantrop i playboy, który skonstruował dla siebie serię bojowych pancerzy wspomaganych. Odziedziczył po ojcu majątek i firmę specjalizującą się w przemyśle zbrojeniowym o nazwie Stark Industries[5]. Davin Ransom zagrał Starka jako dziecko[6].
- Gwyneth Paltrow jako Virginia „Pepper” Potts, była osobista asystentka Starka, która zostaje awansowana na prezesa Stark Industries[7].
- Don Cheadle jako James „Rhodey” Rhodes / War Machine, oficer sił powietrznych armii Stanów Zjednoczonych, przyjaciel Starka. Jest łącznikiem między Stark Industries a Wojskowym Departamentem ds. Zbrojeń. Używa dozbrojonej przez Hammer Industries zbroi „War Machine”[8].
- Scarlett Johansson jako Natasha Romanoff / Czarna Wdowa, agentka T.A.R.C.Z.Y. oraz wysoce wyszkolony szpieg, która udaje nową asystentkę Starka[9].
- Sam Rockwell jako Justin Hammer, prezes firmy zbrojeniowej rywalizującej ze Stark Industries o kontrakt z armią Stanów Zjednoczonych, Hammer Industries[10].
- Mickey Rourke jako Ivan Vanko, rosyjski fizyk i były skazaniec, który buduje broń na bazie reaktora łukowego w celu dokonania zemsty na rodzinie Starków[11].
- Samuel L. Jackson jako Nick Fury, dyrektor T.A.R.C.Z.Y.[12]

Swoje role z poprzedniej części powtórzyli: Paul Bettany jako J.A.R.V.I.S., komputerowa sztuczna inteligencja stworzona przez Starka, która zarządza jego posiadłością i zbrojami; Jon Favreau jako Harold „Happy” Hogan, osobisty ochroniarz i szofer Starka; Clark Gregg jako Phil Coulson, agent T.A.R.C.Z.Y. oraz Leslie Bibb jako Christine Everhat, reporterka Vanity Fair.
W filmie ponadto wystąpili: John Slattery jako Howard Stark, ojciec Tony’ego; Garry Shandling jako senator Stern; Jewgienij Łazariew jako Anton Vanko, ojciec Ivana; Olivia Munn jako Chess Roberts, reporterka na Stark Expo oraz Kate Mara jako doręczycielka pisma na przesłuchanie Starka.
W rolach cameo pojawili się: twórca komiksów Marvela, Stan Lee jako on sam (często mylono to wcielenie z Larrym Kingiem) oraz Christiane Amanpour, Bill O’Reilly, Adam Goldstein, Elon Musk i Larry Ellison, którzy grają siebie samych. W filmie wystąpił również syn reżysera, Max Favreau, który zagrał chłopca uratowanego przez Starka. W 2017 roku ujawniono, że ten chłopiec to Peter Parker.

## Produkcja

### Rozwój projektu

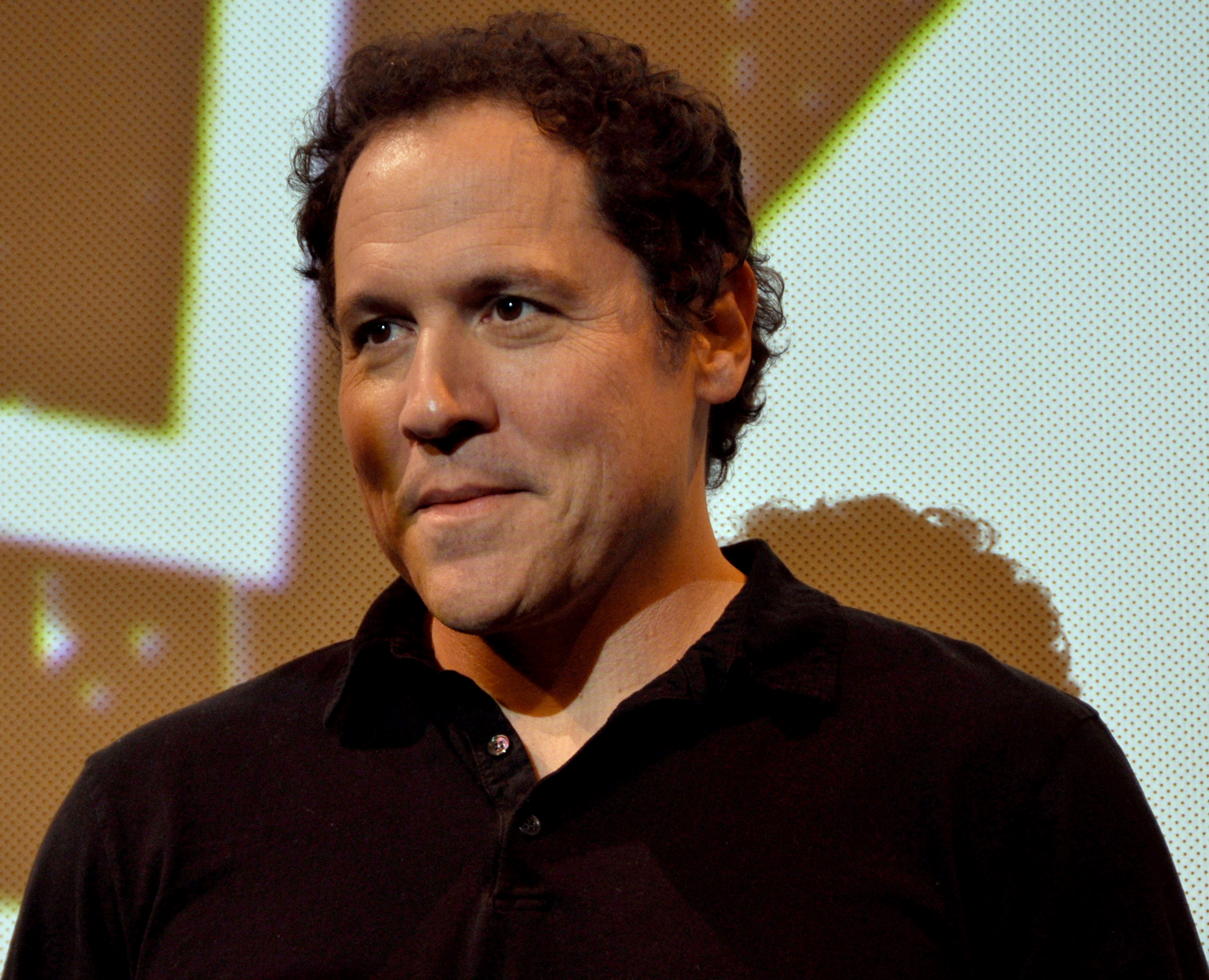
Jon Favreau, reżyser filmu i odtwórca roli Happy’ego Hogana

W 2007 roku Jon Favreau wyjawił, że jego planował stworzyć trylogię, w której Obadiah Stane miał być złoczyńcą w drugim filmie. Ostatecznie po konsultacjach ze scenarzystami komiksów, Stane został głównym antagonistą w pierwszej części. Mark Millar stwierdził, że proponowany przez Favreau, Mandaryna jest zbyt fantastyczny.
W 2008 roku, zaraz po premierze pierwszej części, Marvel Studios zapowiedziało kontynuację z amerykańską datą premiery zaplanowaną na 30 kwietnia 2010 roku. Jeszcze w lipcu poinformowano, że Favreau powróci na stanowisku reżysera, a Justin Theroux zajmie się napisaniem scenariusza na podstawie historii stworzonej przez Roberta Downeya Jr. i Favreau. We wrześniu studio przesunęło datę premiery w Stanach Zjednoczonych na 7 maja. W październiku reżyser wyjawił, że w sequelu ważniejszą rolę odegra T.A.R.C.Z.A. oraz że zamierza ukazać problem alkoholizmu u Starka, jednak zaznaczył, że nie będzie do adaptacja historii z komiksów Demon in a Bottle z 1979 roku.

### Casting
W październiku 2008 roku poinformowano, że Don Cheadle zastąpi Terrence’a Howarda w roli Jamesa Rhodesa. Howard zagrał tę postać w pierwszej części. W tym samym miesiącu wyjawiono, że Robert Downey Jr. podpisał kontrakt ze studiem na kilka filmów i powróci w tytułowej roli. W styczniu 2009 roku ujawniono, że Sam Rockwell, Mickey Rourke i Emily Blunt negocjują role w filmie. Jeszcze w tym samym miesiącu Rockwell ujawnił, że zagra Justina Hammera, a Paul Bettany potwierdził, że powróci jako głos J.A.R.V.I.S.’a. 
W lutym poinformowano, że Samuel L. Jackson powróci jako Nick Fury. W marcu wyjawiono, że Gwyneth Paltrow powtórzy rolę Pepper Potts. W tym samym miesiącu potwierdzono, że Rourke dołączył do obsady, a Scarlett Johansson zastąpiła Blunt w roli Natashy Romanoff. W kwietniu do obsady dołączyli Clark Gregg jako Phil Coulson oraz Kate Mara i Garry Shandling oraz potwierdzono, że Jon Favreau zagra ponownie Happy’ego Hogana. W czerwcu 2009 roku poinformowano, że John Slattery zagra Howarda Starka, a Olivia Munn dołączyła do obsady. Ostatecznie całość pierwotnie nagranego materiału z aktorką została wycięta, a jej rolę zmieniono podczas dodatkowych zdjęć. W lipcu ujawniono, że Leslie Bibb powróci jako Christine Everhat.

### Zdjęcia i postprodukcja

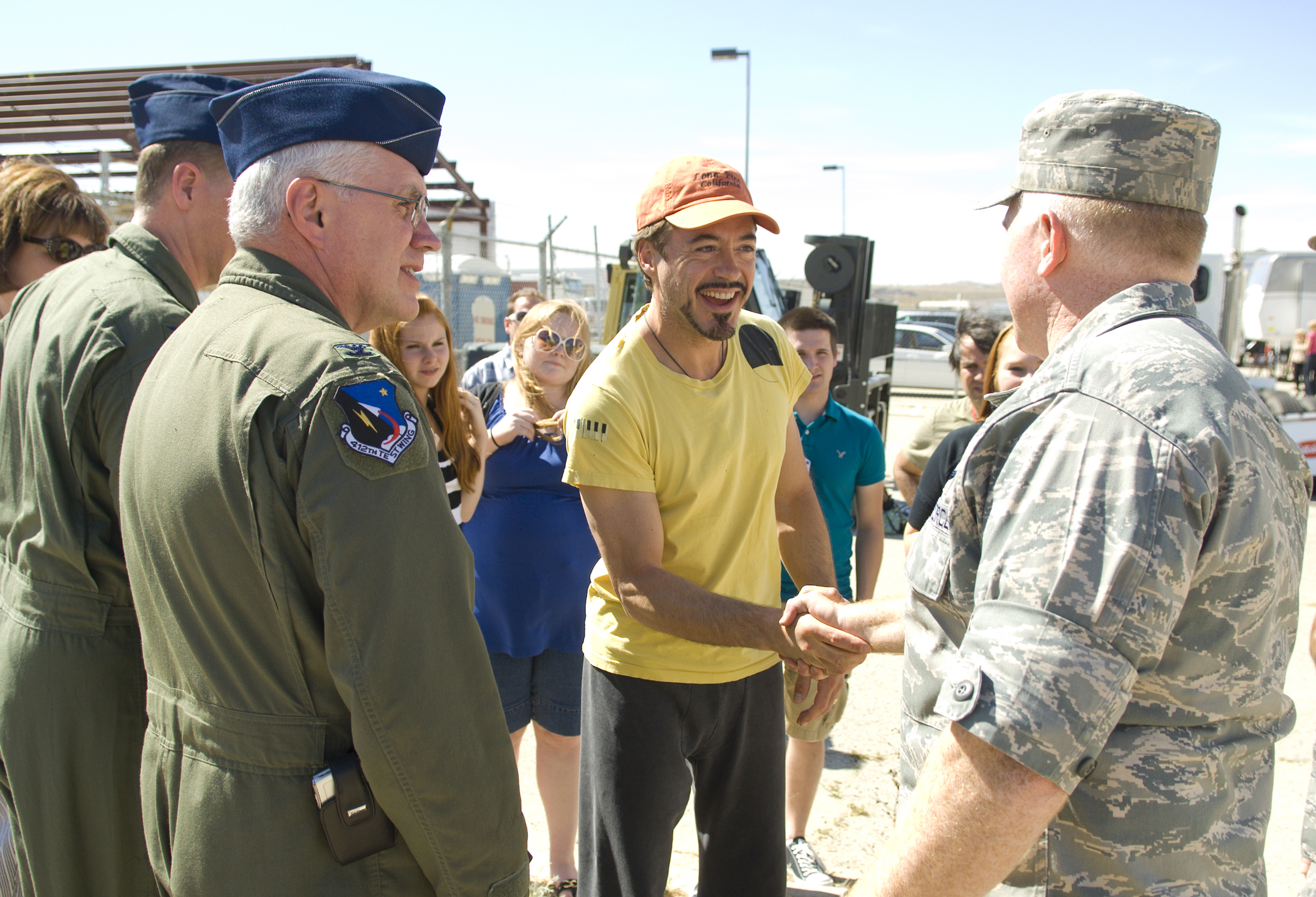
Robert Downey Jr. w bazie wojskowej Edwards Air Force Base, gdzie realizowano zdjęcia

Zdjęcia do filmu rozpoczęły się 6 kwietnia 2009 roku w Pasadenie pod roboczym tytułem Rasputin. W maju realizowano zdjęcia w bazie wojskowej Edwards Air Force Base. Część zdjęć planowano nakręcić w Monako podczas Grand Prix Monako 2009, jednak zgoda na realizację zdjęć przez produkcję filmu została wycofana i ostatecznie zostały one nakręcone w czerwcu na parkingu Downey Studios w Downey w Kalifornii. Znaczną część prac zdjęciowych zrealizowano w Raleigh Studios w Los Angeles. Produkcja pracowała również w Sony Studios w Los Angeles. Prace na planie zakończyły się w 18 lipca. Za zdjęcia odpowiadał Matthew Libatique. Scenografią zajął się J. Michael Riva, a kostiumy zaprojektowała Mary Zophres.
Montażem zajęli się Dan Lebental i Richard Pearson. Dodatkowe zdjęcia do filmu zrealizowano w lutym 2010 roku. Scenę po napisach wyreżyserował Kenneth Branagh, który pracował przy filmie Thor. Efekty specjalne zostały przygotowane przez Industrial Light & Magic, The Embassy Visual Effects, Trixter, Pixomondo, Double Negative, Pixel Liberation Front, Fuel VFX, Lola VFX, The Third Floor, Prologue, Hydraulx i Perception, a odpowiadał za nie Janek Sirrs. Perception stworzyło przeźroczysty smartfon, tła na Stark Expo, interfejsy komputerowe i hologramy w warsztacie Starka. Double Negative zajęło się ceną podczas Grand Prix Monako. Industrial Light & Magic pracowało nad scenami na Stark Expo i nad finałową walką.

## Muzyka
W lipcu 2009 roku poinformowano, że John Debney został zatrudniony do skomponowania muzyki do filmu. W marcu 2010 roku ujawniono, że wspólnie z Debneyem pracował nad nią Tom Morello. Richard M. Sherman napisał utwór „Make Way for Tomorrow” do ścieżki dźwiękowej. Album, Iron Man 2: Original Motion Picture Score, został wydany 20 lipca 2010 roku również przez Columbia Records.
Pod koniec stycznia 2010 roku zapowiedziano wydanie albumu koncepcyjnego pod tytułem Iron Man 2, zawierającego 15 utworów zespołu AC/DC. Został on wydany przez Columbia Records 19 kwietnia 2010 roku. W filmie wykorzystano tylko dwa utwory z albumu „Shoot to Thrill” i „Highway to Hell”. Natomiast „Back in Black” było użyte w pierwszym filmie. 26 stycznia 2010 roku premierę miał klip do piosenki „Shoot to Thrill”, do stworzenia którego wykorzystano fragmenty trasy koncertowej zespołu i sceny z filmu. 
Ponadto w filmie wykorzystano również utwory: „Should I Stay or Should I Go” i „The Magnificent Seven” (The Clash), „California Love” (2Pac, Dr. Dre i Roger Troutman), „Another One Bites the Dust” (Queen), „It Takes Two” (Rob Base i DJ E-Z Rock), „Robot Rock” (Daft Punk), „Groove Holmes” (Beastie Boys) oraz „Pickin’ Up the Pieces” (Average White Band).
| Iron Man 2 (AC/DC) – 2010 | Iron Man 2 (AC/DC) – 2010           | Iron Man 2 (AC/DC) – 2010      | Iron Man 2 (AC/DC) – 2010                    | Iron Man 2 (AC/DC) – 2010 |
| Nr                        | Tytuł utworu                        | Autor                          | Oryginalny album                             | Długość                   |
| ------------------------- | ----------------------------------- | ------------------------------ | -------------------------------------------- | ------------------------- |
| 1.                        | „Shoot to Thrill”                   | A. Young, M. Young, B. Johnson | Back in Black (1980)                         | 5:17                      |
| 2.                        | „Rock ’n’ Roll Damnation”           | A. Young, M. Young, B. Scott   | Powerage (1978)                              | 3:37                      |
| 3.                        | „Guns for Hire”                     | A. Young, M. Young, B. Johnson | Flick of the Switch (1983)                   | 3:26                      |
| 4.                        | „Cold Hearted Man”                  | A. Young, M. Young, B. Scott   | Powerage (1978)                              | 3:34                      |
| 5.                        | „Back in Black”                     | A. Young, M. Young, B. Johnson | Back in Black (1980)                         | 4:16                      |
| 6.                        | „Thunderstruck”                     | A. Young, M. Young             | The Razor's Edge (1990)                      | 4:53                      |
| 7.                        | „If You Want Blood (You've Got It)” | A. Young, M. Young, B. Scott   | Highway to Hell (1979)                       | 4:37                      |
| 8.                        | „Evil Walks”                        | A. Young, M. Young, B. Johnson | For Those About to Rock We Salute You (1981) | 4:23                      |
| 9.                        | „T.N.T.”                            | A. Young, M. Young, B. Scott   | T.N.T. (1975)                                | 3:34                      |
| 10.                       | „Hell Ain't a Bad Place to Be”      | A. Young, M. Young, B. Scott   | Let There Be Rock (1977)                     | 4:15                      |
| 11.                       | „Have a Drink on Me”                | A. Young, M. Young, B. Johnson | Back in Black (1980)                         | 3:57                      |
| 12.                       | „The Razors Edge”                   | A. Young, M. Young             | The Razors Edge (1990)                       | 4:23                      |
| 13.                       | „Let There Be Rock”                 | A. Young, M. Young, B. Scott   | Let There Be Rock                            | 6:07                      |
| 14.                       | „War Machine”                       | A. Young, M. Young             | Black Ice (2008)                             | 3:10                      |
| 15.                       | „Highway to Hell”                   | A. Young, M. Young, B. Scott   | Highway to Hell (1979)                       | 3:28                      |
|                           |                                     |                                |                                              | 1:02:57                   |

| Iron Man 2 (DVD wersja deluxe) (AC/DC) – 2010 | Iron Man 2 (DVD wersja deluxe) (AC/DC) – 2010 | Iron Man 2 (DVD wersja deluxe) (AC/DC) – 2010      | Iron Man 2 (DVD wersja deluxe) (AC/DC) – 2010 |
| Nr                                            | Tytuł utworu                                  | Informacje                                         | Długość                                       |
| --------------------------------------------- | --------------------------------------------- | -------------------------------------------------- | --------------------------------------------- |
| 1.                                            | „Shoot to Thrill”                             | video, Iron Man 2 version                          |                                               |
| 2.                                            | „The making of Shoot to Thrill music video”   |                                                    |                                               |
| 3.                                            | „Highway to Hell”                             | live at River Plate Stadium, Buenos Aires, 2009    |                                               |
| 4.                                            | „Rock ’n’ Roll Damnation”                     | Live at Apollo Theatre, Glasgow, 1978              |                                               |
| 5.                                            | „If You Want Blood (You've Got It)”           | Highway to Hell music video, 1979                  |                                               |
| 6.                                            | „Back in Black”                               | live at Plaza de Toros de Las Ventas, Madrid, 1996 |                                               |
| 7.                                            | „Guns for Hire”                               | live at Joe Louis Arena, Detroit, MI, 1983         |                                               |
| 8.                                            | „Thunderstruck”                               | live at Donington Park, 1991                       |                                               |
| 9.                                            | „Let There Be Rock”                           | live at Plaza de Toros de Las Ventas, Madrid, 1996 |                                               |
| 10.                                           | „Hell Ain't a Bad Place to Be”                | live at Circus Krone, Munich, 2003                 |                                               |

| Iron Man 2: Original Motion Picture Score – 2010 | Iron Man 2: Original Motion Picture Score – 2010 | Iron Man 2: Original Motion Picture Score – 2010 | Iron Man 2: Original Motion Picture Score – 2010 |
| Nr                                               | Tytuł utworu                                     | Muzyka                                           | Długość                                          |
| ------------------------------------------------ | ------------------------------------------------ | ------------------------------------------------ | ------------------------------------------------ |
| 1.                                               | „Ivan’s Metamorphosis”                           | J. Debney                                        | 5:47                                             |
| 2.                                               | „House Fight V1”                                 | J. Debney                                        | 5:47                                             |
| 3.                                               | „Making Pepper CEO”                              | J. Debney                                        | 1:08                                             |
| 4.                                               | „Senate / Ivan Creates Drones”                   | J. Debney                                        | 3:37                                             |
| 5.                                               | „Make Way for Tomorrow – Expo Version”           | R. M. Sherman                                    | 0:53                                             |
| 6.                                               | „Rhodey Dons Suit”                               | J. Debney                                        | 0:56                                             |
| 7.                                               | „Dying Hero”                                     | J. Debney                                        | 1:51                                             |
| 8.                                               | „Natalie Intro”                                  | J. Debney                                        | 1:03                                             |
| 9.                                               | „Monaco Drive”                                   | J. Debney                                        | 0:41                                             |
| 10.                                              | „Mayhem in Monaco”                               | J. Debney                                        | 7:25                                             |
| 11.                                              | „Jailhouse Talk”                                 | J. Debney                                        | 2:24                                             |
| 12.                                              | „Ivan Escapes”                                   | J. Debney                                        | 1:42                                             |
| 13.                                              | „Gun Show”                                       | J. Debney                                        | 2:10                                             |
| 14.                                              | „Tony Discovers Dad’s Secret”                    | J. Debney                                        | 4:09                                             |
| 15.                                              | „Sledgehammer V2”                                | J. Debney                                        | 2:39                                             |
| 16.                                              | „Nick Fury”                                      | J. Debney                                        | 1:29                                             |
| 17.                                              | „New Element / Particle Accelerator”             | J. Debney                                        | 6:14                                             |
| 18.                                              | „Sledgehammer”                                   | J. Debney                                        | 1:07                                             |
| 19.                                              | „New RT / To the Expo”                           | J. Debney                                        | 1:43                                             |
| 20.                                              | „Black Widow Kicks Ass”                          | J. Debney                                        | 2:11                                             |
| 21.                                              | „Iron Man Battles the Drones”                    | J. Debney                                        | 8:00                                             |
| 22.                                              | „Ivan's Demise / The Kiss”                       | J. Debney                                        | 5:05                                             |
| 23.                                              | „Thor”                                           | J. Debney                                        | 0:39                                             |
| 24.                                              | „I Am Iron Man”                                  | J. Debney                                        | 1:30                                             |
| 25.                                              | „Make Way for Tomorrow Today”                    | R. M. Sherman                                    | 1:51                                             |
|                                                  |                                                  |                                                  | 1:12:01                                          |

## Promocja

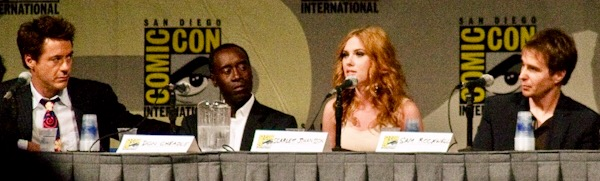
Obsada filmu podczas San Diego Comic-Conu w 2009 roku

W lipcu 2009 roku Jon Fevrau, Robert Downey Jr., Don Cheadle, Scarlett Johansson i Sam Rockwell pojawili się podczas panelu Marvel Studios podczas San Diego Comic-Conu, gdzie zaprezentowano publiczności fragmenty filmu. Po konwencie uruchomiono stronę internetową Stark Industries jako część marketingu wirusowego. 16 grudnia został udostępniony pierwszy zwiastun filmu. 7 marca 2010 roku został pokazany ostateczny zwiastun filmu w programie Jimmy Kimmel Live!, którego Downey Jr. był gościem. 4 maja Sega wydała grę Iron Man 2, której scenariusz napisał Matt Fraction. Don Cheadle i Samuel L. Jackson powtarzają swoje role z filmu. Gra została wydana na konsolach: PlayStation 3, Wii i Xbox 360 oraz przenośnych konsolach: PlayStation Portable i Nintendo DS.
Partnerami promocyjnymi filmu były firmy Symantec, Dr Pepper, Burger King, 7-Eleven, Oracle Corporation, Audi, LG Electronics, Royal Purple i The Hershey Company. Koszty kampanii marketingowej oszacowane zostały na 100 milionów dolarów.
Komiksy powiązane / Przewodniki
28 kwietnia, 5 i 12 maja 2010 roku Marvel Comics wydało trzy-zeszytowy komiks powiązany Iron Man 2: Public Identity, za którego scenariusz odpowiadali Joe Casey i Justin Theroux, a rysunki stworzyli Barry Kitson i Ron Lim. 31 maja, w ramach partnerstwa z firmą Audi, został wydany nieoficjalny komiks Iron Man 2: Fist of Iron. Natomiast 1 września ukazał się jednozeszytowy komiks powiązany Iron Man 2: Agents of S.H.I.E.L.D. ze scenariuszem Caseya i rysunkami Tima Greena, Felixa Ruiza i Matta Campa. 7 listopada i 5 grudnia 2012 roku pojawiła się dwuzeszytowa adaptacja filmu ze scenariuszem Christosa Gage’a i rysunkami Ramona Rosanasa.
25 listopada 2015 roku został wydany cyfrowo Guidebook to the Marvel Cinematic Universe: Marvel’s Iron Man 2, który zawiera fakty dotyczące filmu, porównania do komiksów oraz informacje produkcyjne . 5 kwietnia 2017 roku udostępniono drukiem wydanie zbiorcze, w którym znalazła się także treść tego przewodnika, zatytułowana Marvel Cinematic Universe Guidebook: The Avengers Initiative.

## Wydanie
Światowa premiera filmu Iron Man 2 miała miejsce 26 kwietnia 2010 roku w El Capitan Theatre w Los Angeles. W wydarzeniu uczestniczyła obsada i ekipa produkcyjna filmu oraz zaproszeni specjalni goście. Premierze tej towarzyszył czerwony dywan oraz szereg konferencji prasowych. 
Dla szerszej widowni film zadebiutował 28 kwietnia w Szwajcarii, Belgii, Francji, Holandii, Norwegii i Szwecji. Następnego dnia, 29 kwietnia pojawił się w Portugalii, Izraelu, Rosji, Argentynie, Australii, Nowej Zelandii i Korei Południowej. Od 30 kwietnia dostępny był w Brazylii, Hiszpanii, Wielkiej Brytanii, Meksyku i w Polsce. 5 i 6 maja zadebiutował w Austrii, Finlandii i Niemczech. W  Stanach Zjednoczonych, Kanadzie, Indiach i Chinach pojawił się 7 maja. W Japonii dostępny był od 12 czerwca.
Dystrybutorem filmu było Paramount Pictures, a w Polsce United International Pictures. W 2013 roku prawa do dystrybucji zostały odkupione przez The Walt Disney Company.
Film został wydany cyfrowo oraz na nośnikach DVD i Blu-ray 28 września 2010 roku w Stanach Zjednoczonych przez Paramount Home Media Distribution. W Polsce został on wydany 12 października tego samego roku przez Imperial CinePix.
2 kwietnia 2013 roku został wydany również w 10-dyskowej wersji kolekcjonerskiej Marvel Cinematic Universe: Phase One Collection, która zawiera 6 filmów Fazy Pierwszej, a 15 listopada tego samego roku został zawarty w specjalnej edycji zawierającej 23 filmy franczyzy tworzące The Infinity Saga.

## Odbiór

### Box office
Iron Man 2 mając budżet wynoszący 200 milionów dolarów, zarobił w weekend otwarcia, debiutując w 53 krajach, ponad 100 milionów dolarów. W Stanach Zjednoczonych i Kanadzie zarobił w weekend otwarcia ponad 128 milionów dolarów. Jego łączny przychód z biletów na świecie osiągnął prawie 624 miliony dolarów, z czego w Stanach Zjednoczonych i Kanadzie ponad 312 milionów. Uzyskał on na rynku amerykańskim trzeci najwyższy wynik w 2010 roku po Toy Story 3 i Alicji w Krainie Czarów.
Do największych rynków należały: Wielka Brytania (30,5 miliona), Korea Południowa (27,1 miliona), Australia (22,4 miliona), Francja (19,8 miliona), Meksyk (18,4 miliona), Brazylia (15,8 miliona), Rosja (14,8 miliona) i Japonia (12,8 miliona). W Polsce w weekend otwarcia film zarobił prawie 360 tysięcy dolarów, a w sumie ponad 1,1 miliona.

### Krytyka w mediach
Film spotkał się z pozytywną reakcją krytyków. W serwisie Rotten Tomatoes 72% z 302 recenzji uznano za pozytywne, a średnia ocen wystawionych na ich podstawie wyniosła 6,5 na 10. Na portalu Metacritic średnia ważona ocen z 40 recenzji wyniosła 57 punkty na 100. Natomiast według serwisu CinemaScore, zajmującego się mierzeniem atrakcyjności filmów w Stanach Zjednoczonych, publiczność przyznała mu ocenę A w skali od F do A+.
Roger Ebert stwierdził, że: „Iron Man 2 jest dopracowanym, wysokooktanowym sequelem, nie tak dobrym jak pierwszy film, ale zbudowany jest ponownie na ekscentrycznym występie Roberta Downeya Jr”. Frank Lovece z „Film Journal International” napisał: „W orzeźwiający i nieoczekiwany sposób w sequelu Iron Man nie odnajdujemy odmienionego człowieka”. Brian Lowry z „Variety” stwierdził, że: „Iron Man 2 nie jest tak zabawny jak jego poprzednik, ale stanie się, kiedy dym opadnie”. Kirk Honeycutt z „The Hollywood Reporter” ocenił: „Wszystko, zabawne i niesamowite w Iron Manie zniknęło wraz z pojawieniem się sequela. W jego miejsce dostaliśmy film Iron Man 2, który jest pełny hałasu, zamieszania, wielu złoczyńców, nieistotnych akrobacji i błądzącej fabuły”. Nick De Semlyen z „Empire Magazine” napisał: „Szkoda, że ta kontynuacja wydaje się nieistotna, zbyt ruchliwa i trochę, no cóż, mechaniczna”. Philip French z „The Guardian” stwierdził, że: „Jedyne za co wyróżnia i nadaje głębi, to pochodzi prawie w całości z obecności i roli Downeya jako Starka”. Jim Vejvoda z IGN napisał: „Jednym z obszarów, w którym Iron Man 2 jest wyraźnie lepszy od swojego poprzednika, jest akcja. W przeciwieństwie do pierwszego filmu, Iron Man 2 ją buduje i wynagradza jednym niesamowitym zakończeniem pełnym akcji i słodyczy”. Lisa Schwarzbaum z „Entertainment Weekly” podsumowała: „Głowa i serce Downeya są na właściwym miejscu, ale film jest bardziej w kawałkach niż w całości i bardziej opowiada o żelazie niż o mężczyznach”. A.O. Scott z „The New York Times” ocenił: „Można więc powiedzieć, że film ma coś dla każdego, co jest w porządku, ale ostatecznie to nie wystarcza”.
Łukasz Muszyński z portalu Filmweb stwierdził, że: „Iron Man 2 jest jednak dobrym filmem: naładowanym adrenaliną, dowcipnym i zrobionym z autentycznym jajem”. Przemysław Drożdż z serwisu Stopklatka.pl napisał: „Iron Man nie dołączy do takiej ekstraklasy filmów jak Terminator 2 czy Mroczny Rycerz. Sequeli które z nadspodziewanym sukcesem powalczyły z mitem części pierwszej i okazały się od niej po prostu lepsze. Ciągle jest to jednak kino akcji wysokich lotów (nomen omen) jak najbardziej warte polecenia”. Joanna Moreno w recenzji zamieszczonej na portalu Onet.pl napisała o filmie: „Wartka akcja, potężna porcja humoru, piękne kobiety i przystojni mężczyźni w połączeniu z kapitalnymi efektami (imponujące wejście Iron Mana zainspirowane koncertem AC/DC, finałowa walka w sielskiej scenerii) gwarantują rozrywkę na najwyższym poziomie. No i jeszcze ten uśmiech Roberta”. Dawid Rydzek z portalu NaEkranie.pl stwierdził, że: „Iron Man 2 to sequel całkowicie udany, co w sumie nie zdarza się tak często. Pod wieloma względami dorównuje swojemu poprzednikowi, może nawet go przewyższa”.

### Nagrody i nominacje
| Rok  | Ceremonia                                       | Kategoria                                                                       | Nominowani                                                | Rezultat  | Przypis         |
| ---- | ----------------------------------------------- | ------------------------------------------------------------------------------- | --------------------------------------------------------- | --------- | --------------- |
| 2010 | Hollywood Awards                                | Efekty specjalne roku                                                           | Iron Man 2                                                | Wygrana   | [ 97 ]          |
| 2010 | Satellite Awards                                | Najlepszy dźwięk                                                                | Iron Man 2                                                | Nominacja | [ 98 ]          |
| 2010 | Satellite Awards                                | Najlepsze efekty specjalne                                                      | Iron Man 2                                                | Nominacja | [ 98 ]          |
| 2010 | Teen Choice Awards                              | Ulubiony film fantastycznonaukowy                                               | Iron Man 2                                                | Nominacja | [ 99 ]          |
| 2010 | Teen Choice Awards                              | Ulubiony aktor w filmie fantastycznonaukowym                                    | Robert Downey Jr.                                         | Nominacja | [ 99 ]          |
| 2010 | Teen Choice Awards                              | Ulubiona aktorka w filmie fantastycznonaukowym                                  | Gwyneth Paltrow                                           | Nominacja | [ 99 ]          |
| 2010 | Teen Choice Awards                              | Ulubiona aktorka w filmie fantastycznonaukowym                                  | Scarlett Johansson                                        | Nominacja | [ 99 ]          |
| 2010 | Teen Choice Awards                              | Ulubiony czarny charakter                                                       | Mickey Rourke                                             | Nominacja | [ 99 ]          |
| 2010 | Teen Choice Awards                              | Ulubiona scena taneczna                                                         | Robert Downey Jr.                                         | Nominacja | [ 99 ]          |
| 2010 | Teen Choice Awards                              | Ulubiona filmowa scena walki                                                    | Don Cheadle i Robert Downey Jr.                           | Nominacja | [ 99 ]          |
| 2010 | Screem Awards                                   | Najlepsza aktorka w filmie lub serialu fantastycznonaukowym                     | Scarlett Johansson                                        | Wygrana   | [ 100 ] [ 101 ] |
| 2010 | Screem Awards                                   | Najlepsza aktorka w filmie lub serialu fantastycznonaukowym                     | Gwyneth Paltrow                                           | Nominacja | [ 100 ] [ 101 ] |
| 2010 | Screem Awards                                   | Najlepszy złoczyńca                                                             | Mickey Rourke                                             | Wygrana   | [ 100 ] [ 101 ] |
| 2010 | Screem Awards                                   | Najlepszy superbohater                                                          | Robert Downey Jr.                                         | Wygrana   | [ 100 ] [ 101 ] |
| 2010 | Screem Awards                                   | Najlepszy aktor w filmie lub serialu fantastycznonaukowym                       | Robert Downey Jr.                                         | Nominacja | [ 100 ] [ 101 ] |
| 2010 | Screem Awards                                   | Najlepszy aktor drugoplanowy                                                    | Don Cheadle                                               | Nominacja | [ 100 ] [ 101 ] |
| 2010 | Screem Awards                                   | Najlepsza obsada                                                                | Iron Man 2                                                | Nominacja | [ 100 ] [ 101 ] |
| 2010 | Screem Awards                                   | Najlepszy film fantastycznonaukowy                                              | Iron Man 2                                                | Nominacja | [ 100 ] [ 101 ] |
| 2010 | Screem Awards                                   | Najlepsza adaptacja komiksu                                                     | Iron Man 2                                                | Nominacja | [ 100 ] [ 101 ] |
| 2010 | Screem Awards                                   | Najlepsze efekty specjalne                                                      | Iron Man 2                                                | Nominacja | [ 100 ] [ 101 ] |
| 2010 | Screem Awards                                   | Ultimate Scream                                                                 | Iron Man 2                                                | Nominacja | [ 100 ] [ 101 ] |
| 2010 | Screem Awards                                   | Najlepsza scena walki                                                           | Iron Man 2                                                | Nominacja | [ 100 ] [ 101 ] |
| 2010 | Screem Awards                                   | Najlepsza rola cameo                                                            | Stan Lee                                                  | Nominacja | [ 100 ] [ 101 ] |
| 2010 | Golden Schmoes Awards                           | Największe rozczarowanie                                                        | Iron Man 2                                                | Nominacja | [ 102 ]         |
| 2010 | Golden Schmoes Awards                           | Najlepsze efekty specjalne                                                      | Iron Man 2                                                | Nominacja | [ 102 ]         |
| 2010 | Golden Schmoes Awards                           | Najlepsze T&A                                                                   | Scarlett Johansson                                        | Nominacja | [ 102 ]         |
| 2010 | Hollywood Post Alliance Awards                  | Najlepsa kompozycja w filmie                                                    | Jon Alexander, Patrick Brennan, Amy Shepard, Jason Porter | Nominacja | [ 103 ]         |
| 2011 | People’s Choice Awards                          | Ulubiony film akcji                                                             | Iron Man 2                                                | Wygrana   | [ 104 ]         |
| 2011 | People’s Choice Awards                          | Ulubiony film                                                                   | Iron Man 2                                                | Nominacja | [ 104 ]         |
| 2011 | People’s Choice Awards                          | Ulubiony aktor                                                                  | Robert Downey Jr.                                         | Nominacja | [ 104 ]         |
| 2011 | People’s Choice Awards                          | Ulubiona gwiazda akcji                                                          | Robert Downey Jr.                                         | Nominacja | [ 104 ]         |
| 2011 | People’s Choice Awards                          | Ulubiona 'drużyna' ekranowa                                                     | Robert Downey Jr. i Don Cheadle                           | Nominacja | [ 104 ]         |
| 2011 | Nagroda Akademii Filmowej                       | Najlepsze efekty specjalne                                                      | Iron Man 2                                                | Nominacja | [ 105 ]         |
| 2011 | MTV Movie Awards                                | Najlepszy czarny charakter                                                      | Mickey Rourke                                             | Nominacja | [ 106 ]         |
| 2011 | MTV Movie Awards                                | Największy twardziel                                                            | Robert Downey Jr.                                         | Nominacja | [ 106 ]         |
| 2011 | Saturn Awards                                   | Najlepszy film fantastycznonaukowy                                              | Iron Man 2                                                | Nominacja | [ 107 ]         |
| 2011 | Saturn Awards                                   | Najlepszy aktor                                                                 | Robert Downey Jr.                                         | Nominacja | [ 107 ]         |
| 2011 | Saturn Awards                                   | Najlepsza aktorka drugoplanowa                                                  | Scarlett Johansson                                        | Nominacja | [ 107 ]         |
| 2011 | Saturn Awards                                   | Najlepsze efekty specjalne                                                      | Iron Man 2                                                | Nominacja | [ 107 ]         |
| 2011 | ASCAP Awards                                    | Kompozytor ścieżki dźwiękowej do najbardziej hitowego filmu                     | John Debney                                               | Wygrana   | [ 108 ]         |
| 2011 | BET Awards                                      | Najlepszy aktor                                                                 | Don Cheadle                                               | Nominacja | [ 109 ]         |
| 2011 | Amerykańskie Stowarzyszenie Montażystów Dźwięku | Najlepszy montaż dźwięku w filmie pełnometrażowym – efekty i imitacje dźwiękowe | Iron Man 2                                                | Nominacja | [ 110 ]         |
| 2011 | VES Awards                                      | Najlepsze efekty specjalnie w filmie, gdzie efekty odgrywają główną rolę        | Ben Snow, Ged Wright, Janek Sirrs, Susan Pickett          | Nominacja | [ 111 ]         |
| 2011 | VES Awards                                      | Najlepiej wykreowane środowisko w filmie kinowym                                | Giles Hancock, Richard Bluff, Todd Vaziri, Aaron McBride  | Nominacja | [ 111 ]         |
| 2011 | VES Awards                                      | Najlepsze makiety i modele w filmie kinowym                                     | Bruce Holcomb, Ron Woodall, John Goodson, John Walker     | Nominacja | [ 111 ]         |
| 2011 | Kids’ Choice Awards                             | Ulubiony męski kopacz tyłków                                                    | Robert Downey Jr.                                         | Nominacja | [ 112 ]         |

## Kontynuacja
W październiku 2010 roku studio oficjalnie zapowiedziało powstanie kontynuacji. W marcu 2011 rok poinformowano, że Shane Black zajmie się on reżyserią i napisze on scenariusz wspólnie z Drew Pearce’em. Iron Man 3 miał premierę w 2013 roku. W tytułowej roli powrócił Robert Downey Jr., a obok niego w głównych rolach wystąpili: Gwyneth Paltrow, Don Cheadle, Guy Pearce, Rebecca Hall, Stephanie Szostak, James Badge Dale, Jon Favreau i Ben Kingsley.
Downey Jr. ponadto powtórzył rolę Tony’ego Starka / Iron Mana w filmach Avengers z 2012, Avengers: Czas Ultrona z 2015, Kapitan Ameryka: Wojna bohaterów z 2016, Spider-Man: Homecoming z 2017, Avengers: Wojna bez granic z 2018 i Avengers: Koniec gry z 2019 roku.